# Wasserkraftwerk Kylltal

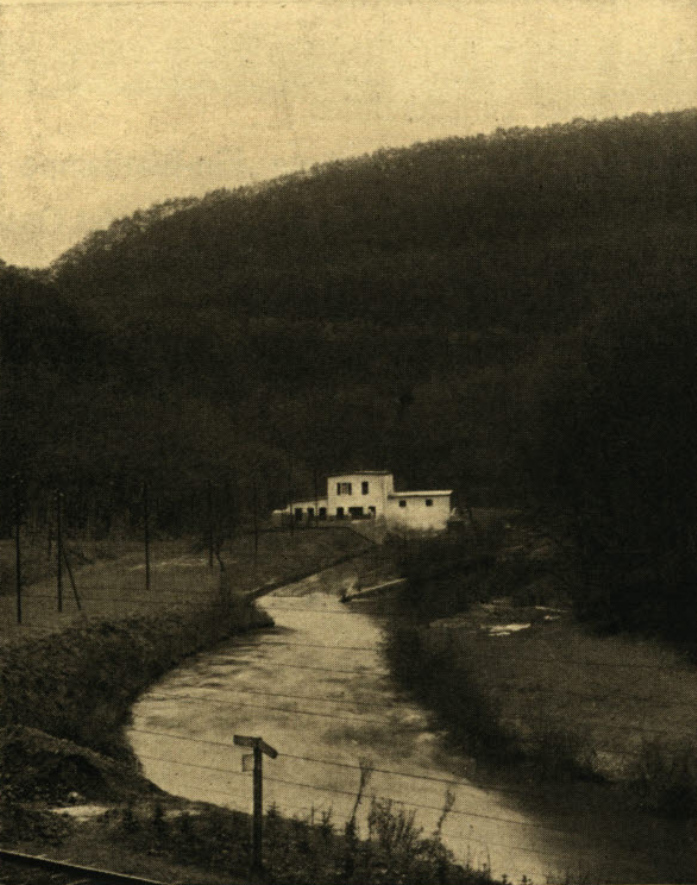
Das Wasserkraftwerk vor 1914

Das Wasserkraftwerk Kylltal ist ein Laufwasserkraftwerk an der Kyll und ein Kulturdenkmal in Trier in Rheinland-Pfalz. 
Die Anlage im Ramsteiner Weg zwischen Ehrang und Kordel stammt aus dem Jahre 1902. Im Jahr 1909 erwarb die Stadt Trier das Kraftwerk und ließ es 1926 umbauen. Es wurde ein Walzenwehr angelegt mit selbsttätiger Höhenregelung nach Bedarf. Angetrieben wird es von dem elektrischen Windwerk der Firma AEG. Gleichzeitig wurde die Stauhöhe des Wassers von 2 auf 3 m angehoben, die rechnerische Jahresarbeit des Kraftwerkes wurde von 0,7 auf 1,7 GWh gesteigert. Es handelt sich um das erste Kraftwerk auf dem europäischen Kontinent, bei dem Betrieb und Regelung sich selbsttätig regelten, noch heute sind die Maschinen aus dem frühen 20. Jahrhundert in Betrieb.
Im Jahr 1927 übernahm RWE das Kraftwerk zusammen mit dem Stromnetz. Seit 1998 ist das Kraftwerk wieder im Besitz der Stadtwerke Trier.
Der Kyll-Radweg führt an der Anlage vorbei. Ganz in der Nähe liegen der Kuckuckslay-Tunnel der Eifelstrecke und die Bundesstraße 422.